# すずかけ町
すずかけ町（すずかけちょう）は、群馬県太田市にある地名（町丁）。郵便番号は370-0413。

## 概要
尾島地区にある町丁。

## 地理
町内の殆どを住宅地が占めている。

### すずかけ町内の区
すずかけ町（尾島地区）の行政区の一覧。
| 地区     | 行政区 | 読み   | 区域                               |
| -------- | ------ | ------ | ---------------------------------- |
| 尾島地区 | わかば | わかば | すずかけ町、亀岡町、太子町の各一部 |

### 近隣町丁
- 亀岡町
- 前島町
- 太子町

## 世帯数と人口
2022年（令和4年）3月31日現在の世帯数と人口は以下の通りである。
| 町丁       | 世帯数  | 人口  |
| ---------- | ------- | ----- |
| すずかけ町 | 145世帯 | 412人 |

## 小・中学校の学区
市立小・中学校に通う場合、学区は以下の通りとなる。
| 番地           | 小学校             | 中学校             |
| -------------- | ------------------ | ------------------ |
| わかば（全域） | 太田市立尾島小学校 | 太田市立尾島中学校 |

## 交通

### 鉄道
町内に鉄道は通っていない。

### 道路
- 群馬県道298号